# صيف في بروفنس
صيف في بروفنس (بالفرنسية: Avis de mistral)‏ هي دراما كوميدية فرنسية كتبتها وأخرجتها روزلين بوش، صدرت في عام 2014.

## الملخص
بينما أعلن والدهم أنه سيغادر المنزل، وأن والدتهم التي تبحث عن وظيفة قد قبلت تدريبًا في مونتريال، لِيا وأدريان وأخوهما الصغير ثيو، الأصم منذ الولادة، يذهبون في رحلة في عطلتهم في اللحظة الأخيرة إلى بروفنس لزيارة جدهم بول الذي لم يلتقوه قط. في الواقع، كان بول وابنته في خلاف منذ 17 عامًا، ولم يزر أحفاده أبدًا. كانت جدتهم، إيرين، زوجة بول، هي التي تأخذهم دون سابق إنذار. منذ لحظة وصولهم، يشعرون بصدمة الأجيال بين هؤلاء المراهقين في المناطق الحضرية، وهذا الجد الذي يبدو للوهلة الأولى جافا ورجعيا. بمرور الوقت، يكتشف الأحفاد في جدهم، أن وراء هذه الشخصية المرعبة يختبئ شخص مليء بالمفاجآت، مغامر وسائق سابق سافر حول العالم قبل تقاعده وزراعته أشجار الزيتون. لم تكن العطلة كارثية للغاية، حيث بين لحظات الأسرة والاجتماعات وقصص الحب الأولى في القرية، من صانع البيتزا للفتاة الصغيرة إلى السائحين السويديين الوسيمين للفتاة الكبرى. أما بالنسبة إلى الأصغر سنًا، فلم بملأ عينه سوى جده، على الرغم من إخفاقاته وولعه القوي بالكحول.

## الأدوار
- جان رينو : بول مازوريه، الجد
- آنا جالينا : إيرين، الجدة
- Chloé Jouannet : ليا، الحفيدة المراهقة ذات الخمسة عشرة عاما
- Hugo Dessioux : أدريان، الحفيد المراهق ذو السبعة عشرة عاما
- لوكا بيليسييه : ذيو، الحفيد الأصم (الممثل أصم في الحقيقة)
- أوري أتيكا : ماجال، بائعة البوظة
- توم ليب : تياجو، صانع البيتزا
- Raphaëlle Agogué : إميلي، الأم ابنة بول
- Hugues Aufray : إيلي، الهيبي السابقة والموسيقية
- Charlotte De Turckheim : لوريت، الهيبي السابقة
- Jean-Michel Noirey : جان مي
- Franck Crouzet : فرانك
- Rodolphe Saulnier : د. شاسون
- Patrik Cottet-Moine : سائق سيارة البريد
- ميشيل دروكير : نفسه
- Fabien Baïardi : كابتن ماراغوني
- Laurent Fernandez : مومو
- Oussama Abassa : سوفيان
- Joris Zapiain : كيفين
- Andy Robert : ماثيو
- جيريمي ميرسير : الإنكليزي
- Jean-Pierre Lorit : والد أدريان
- Hedvig Markgren : سونيا
- Anya Stenberg : إنجريد
- Lola Ingrid Le Roch : راقصة الفلامنكو

## الإنتاج

### الفكرة
بعد إصدار جمع الشمل في عام 2010، يلهم موضوع الطفولة السيناريو مرة أخرى تذكار شاعري لأجداد روزلين بوش الذين لم تعرفهم ورغبتهم في وصف صدام أجيال قلما يُتناول بين الأجداد وأحفاديهم.

### تجارب الاداء
بعد فيلمها جمع الشمل في عام 2010، رغبت المخرجة روزلين بوش في العمل مجددًا مع جان رينو لأنه كما تقول قد مرت 10 سنوات على رغبتها في رؤيته يعاني على الشاشة في أدوار يكون فيها قوي وتثق في أدائه لها. يلعب الممثل دور الجد المسمى بول.
لإنجاز دور أحفاد جان رينو، وظفت المخرجة جيلا شابا من الممثلين: كلوي جوانيت، ابنة ألكسندرا لامي وتوماس جوانيت، التي أخذت أولى خطواتها في السينما، هوجو ديسيو والشاب الأصم لوكاس بيليسييه.

تم تكليف دور الهبي الكبير إيلي بالمغني وكاتب الأغاني هيوز أوفراي، لأول مرة على الشاشة في سن الرابعة والثمانين (كان قد فاز بالفعل بدور في فيلم حقيقة لهنري جورج كلوزوت، في عام 1960، ولكن لم يمثل في هذا الفيلم بسبب الخلاف مع المخرج). عندما سؤل عن صيف في بروفنس، يقول 
.

## الترحيب

### الإصدار الوطني
عٌرض صيف في بروفنس في العرض الأول ،في 21، في دور السينما Mega CGR في بو في آكيتين وتارب في ميدي بيرينه بحضور روزلين بوش و جان رينو. عُرض 2 في جميع أنحاء فرنسا.
في يوم كامل من صدوره، جذب الفيلم 521 متفرج فقط في 17 دار عرض باريسية.

### آراء النقاد
على ألو سيني، يعتبر صيف في بروفنس أفضل فيلم في الأسبوع وفقًا للنقاد، بمعدل متوسط 3,9 من أصل 5 نجوم خلف الجنية القرصانة The Pirate Fairy لـ بيغي هولمز و نبراسكا لـألكسندر باين
سُمّي My Summer in Provence باللغة الإنجليزية.

### شباك التذاكر
| البلد أو المنطقة | شباك التذاكر  | تاريخ الاغلاق شباك التذاكر | عدد الاسابيع |
| ---------------- | ------------- | -------------------------- | ------------ |
| فرنسا            | 313,674 مشاهد | 16 أبريل 2014              | 2            |
| سويسرا           | 2190 مشاهد    | 15 أبريل 2014              | 2            |

### روابط خارجية
- صيف في بروفنس في غومونت
- صيف في بروفنس على موقع IMDb (الإنجليزية)
- صيف في بروفنس على موقع روتن توميتوز (الإنجليزية)
- صيف في بروفنس على موقع نتفليكس (الإنجليزية)
- صيف في بروفنس على موقع قاعدة بيانات الأفلام العربية
- صيف في بروفنس على موقع ألو سيني (الفرنسية)
- صيف في بروفنس على موقع قاعدة بيانات الفيلم (الإنجليزية)
- صيف في بروفنس على موقع ليتربوكسد (الإنجليزية)
- صيف في بروفنس على موقع كينوبويسك (الروسية)